# Filtro de contenido

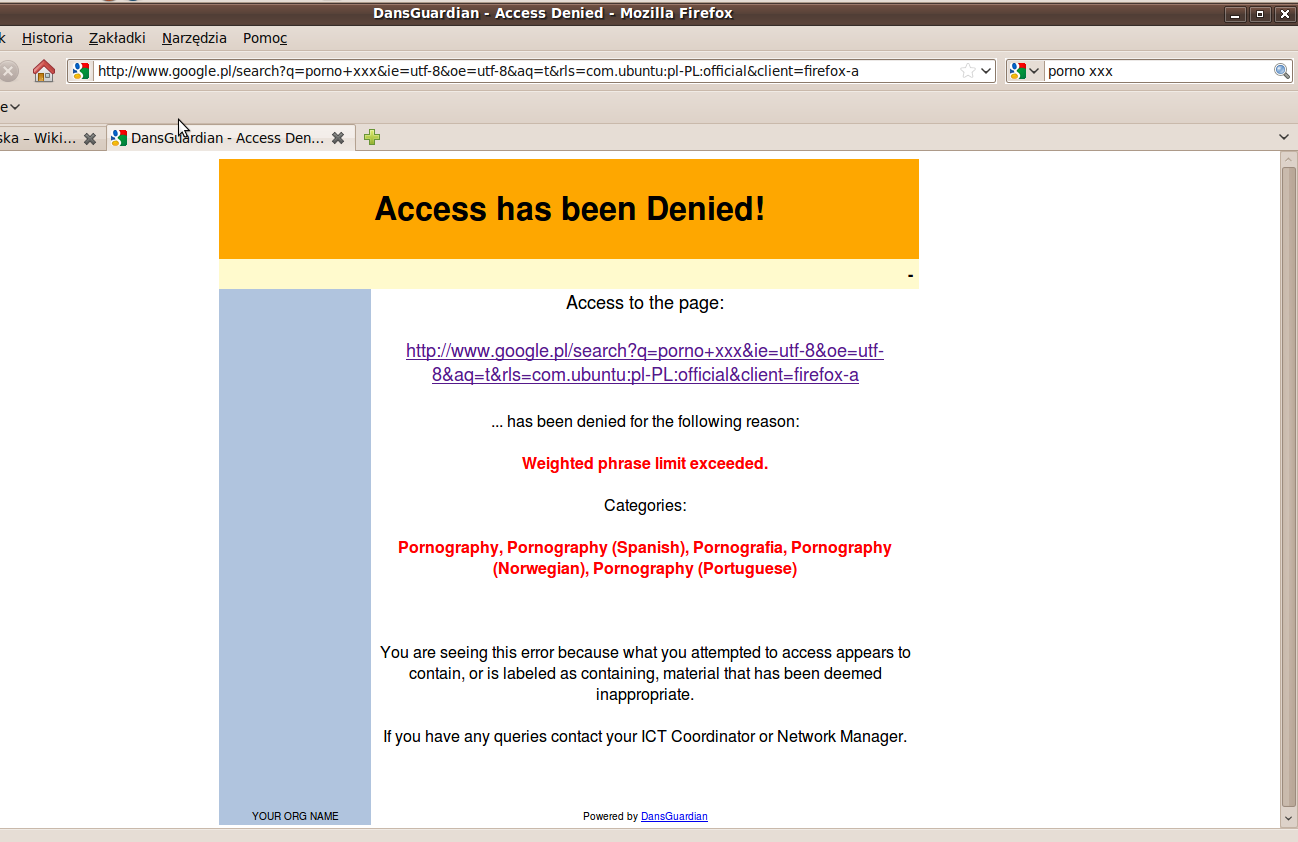
Efecto de un filtro de contenido.

En informática, un filtro de contenido (ver otros nombres) se refiere a un programa diseñado para controlar qué contenido se permite mostrar, especialmente para restringir el acceso a ciertos materiales de la Web. El filtro de contenido determina qué contenido estará disponible en una máquina o red particular. El motivo suele ser para prevenir a las personas ver contenido que el dueño de la computadora u otras autoridades consideran objetable. Cuando se impone sin el consentimiento del usuario, puede constituir censura. Los usos comunes de estos programas incluyen padres que desean limitar los sitios que sus hijos ven en sus computadoras domésticas, escuelas con el mismo objetivo, empleadores para restringir qué contenidos pueden ver los empleados en el trabajo, etc.

## Otros nombres
Otros nombres comunes pueden ser censorware (del inglés censor y software), filtro antiporno o antipornografía (por ser uno de los usos más habituales), control o filtro parental (por ser el control de padres hacia sus hijos un uso habitual). Algunos ejemplos de estos filtros de contenido son Cyber Patrol, Net Nanny, SAINT App y SecureKids.

## Crítica

### Errores de filtrado
Exceso de bloqueo. Un filtro de contenidos, programado con excesiva severidad, puede acabar bloqueando contenidos perfectamente aceptables a tenor de la misma política de bloqueo. Por ejemplo, un filtro programado para bloquear el acceso a cualquier página que contenga la cadena «verga» puede acabar bloqueando, por ejemplo, páginas de especificaciones de aviones por el simple hecho de que una de las especificaciones es la envergadura y la palabra «envergadura» contiene la cadena «verga». A menudo los administradores de filtros optan por un filtrado severo, aun a riesgo de filtrar por exceso, para prevenir cualquier riesgo de acceder a contenidos que consideran indeseables.
Un ejemplo de filtrado excesivamente severo es el que sufrió la Universidad de Beaver, actual Universidad Arcadia, pues la palabra beaver (que significa «castor» en inglés y es el nombre de la ciudad donde se fundó la universidad) también se utiliza como jerga sexual como sinónimo de «vagina». Otro ejemplo es el filtrado que sufrió el Museo Horniman (Horniman se asemeja a horny man, «hombre excitado» en inglés).
El filtrado de paquetes IP es un ejemplo de una técnica de filtrado y puede llevar a un bloqueo excesivo, ya que todo el contenido asociado con la dirección IP bloqueada ya no es accesible. Esto puede provocar que la información de sitios útiles sea bloqueada si todos los dominios comparten la misma dirección IP.
Filtrado insuficiente. Cuando se suben contenidos nuevos, puede ocurrir que algunos contenidos que deberían ser bloqueados pasen desapercibidos si los administradores no actualizan los filtros con la suficiente prontitud y el bloqueo se produce con una lista negra y no con una lista blanca.

## Filtros de contenido más comunes
SecureKids
Aplicación de control parental que permite el bloqueo de acceso a páginas webs y cuenta con más funcionalidades.
FamiSafe
Aplicación desarrollada por Wondershare de vigilancia donde los padres pueden monitorizar la actividad digital de sus hijos.
Pumpic
Esta aplicación restringe toda forma de acceso a una web con contenido explícito o inapropiado.
Net Nanny
Utiliza estrategias en tiempo real para controlar el contenido web. Se puede configurar incluso para que sea el navegador de búsquedas predeterminado.
DansGuardian
Aplicación diseñada para ayudar a los padres de adolescentes controlar el contendido que ven sus hijos. Así son capaces de bloquear o restringir sitios web de forma remota.

## Evitar filtros
Los dueños de sitios web a veces cambian las direcciones web o dirección IP para evitar los filtros. Personas con habilidades técnicas podrían usar otro truco al usar nombres o direcciones web diferentes que llevan al mismo lugar donde hay contenido bloqueado. Personas malintencionadas también podrían hacer sitios web espejos que pasan desapercibidos a los filtros.